# Pamela nubile
Pamela nubile (título original en italiano; en español, Pamela soltera o núbil) es una farsa en un acto con música de Pietro Generali y libreto de Gaetano Rossi. El texto de la obra se basa en la comedia goldoniana Pamela Maritata, a su vez inspirada en la novela homónima (Pamela o la virtud recompensada) del escritor inglés Samuel Richardson. 
Se estrenó el 12 de abril de 1804 en el Teatro San Benedetto de Venecia. Posteriormente fue repuesta y representada el 20 de julio de 1805 en el Burgteather de Viena como La virtù premiata dall'amore.
La farsa, en tiempos modernos, fue representada por vez primera (y grabada) el 29 de diciembre de 1993 en el Teatro Comunale de Treviso bajo la dirección de Peter Maag.